# Сльоза на дощі
«Сльоза на дощі» (або «Сльози під дощем») — монолог персонажа Роя Бетті у виконанні Рутгера Гауера із фільму Рідлі Скотта «Той, що біжить по лезу».
Монолог був написаний Девідом Піплзом та перероблений Гауером напередодні зйомки. Його часто цитують; критик Марк Роулендс (англ. Mark Rowlands) описав його як «чи не найзворушливішим монологом про смерть в історії кінематографу». Промова з'являється як остання доріжка в альбомі саундтреку фільму.
Ця сцена вважається визначальним моментом акторської кар'єри Гауера.

## Сценарій та версія Гауера

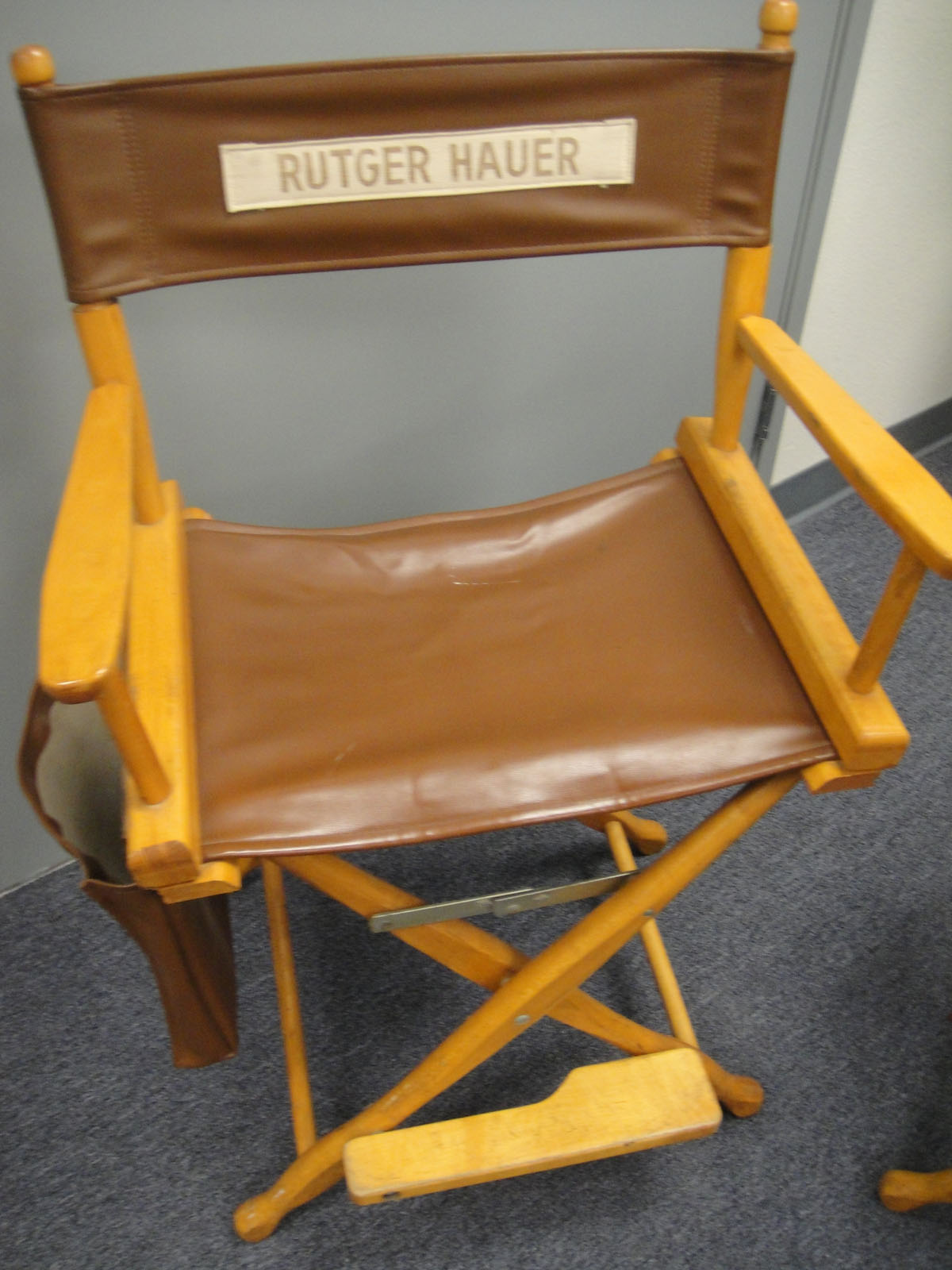
Стілець Гауера на знімальному майданчику фільму

Монолог звучить наприкінці фільму «Той, що біжить по лезу», за сюжетом якого детектив Рік Декард у виконанні Гаррісона Форда) повинен знайти та вбити утікача-репліканта Роя Бетті. Під час погоні на даху у сильну зливу Декард невдало стрибає між дахами і зависає, вчепившись за балку. Зрештою Бетті витягує Декарда на дах, хоча за кілька секунд до того ще прагнув його вбити. Усвідомлюючи, що його життя добігає кінця, він розповідає своєму приголомшеному ворогу про свій досвід і неминучу смерть, роблячи драматичні павзи між реченнями.
|  | Я бачив таке, що вам, людям, і не снилося. Вогонь бойових кораблів у сузір'ї Оріона. C-промені, що розрізають темряву Брами Тангаузера. I усе це буде втрачено - спливе, як сльоза на дощі. Час умирати. Оригінальний текст (англ.) I've seen things you people wouldn't believe. Attack ships on fire off the shoulder of Orion. I watched C-beams glitter in the dark near the Tannhäuser Gate. All those moments will be lost in time, like tears in rain. Time to die. |

У документальному фільмі «Небезпечні дні: Як робили „Того, що біжить по лезу“» Гауер, режисер Рідлі Скотт і сценарист Девід Піплс підтверджують, що Гауер суттєво змінив монолог «Сльоза на дощі». У своїй автобіографії Гауер пише, що він просто скоротив оригінальну промову зі сценарію на кілька рядків, додавши лише: «І все це буде втрачено — спливе, як сльоза на дощі».
В оригінальному сценарії перед виправленнями Гауера монолог звучав так:
|  | Я бачив таке... що вам, людиськам, і не снилося. Вогонь бойових кораблів у сузір'ї Оріона — яскравий, як магній... Я мчав на сигнальнику і споглядав, як C-промені розрізають темряву Брами Тангаузера. І усе це... буде втрачено. Оригінальний текст (англ.) I've seen things... seen things you little people wouldn't believe. Attack ships on fire off the shoulder of Orion bright as magnesium... I rode on the back decks of a blinker and watched C-beams glitter in the dark near the Tannhäuser Gate. All those moments... they'll be gone. |

Гауер назвав монолог «оперною балачкою» та «високотехнологічною промовою», що не має ніякого відношення до решти фільму, саме тому він «почикрижив» її напередодні зйомок, не повідомляючи про це Рідлі Скотту. Коли монолог у версії Гауера було відзнято, члени команди аплодували, деякі навіть плакали. В інтерв'ю Дану Джоліну Гауер сказав, що ці останні рядки показали, що Бетті хотів «залишити свій слід у бутті … У фінальній сцені реплікант, помираючи, показує Декарду, з якого тіста зліплена справжня людина».

## Критичній погляд та аналіз
Сідні Перковіц (англ. Sidney Perkowitz), автор з «Hollywood Science», високо оцінив монолог: «Якщо в науково-фантастичному жанрі можлива прекрасна промова, це останні слова Бетті». Він каже, що це «підкреслює людські характеристики репліканта в поєднанні з його штучними можливостями».
Джейсон Вест (англ. Jason Vest), автор статті про фільм «Future Imperfect: Philip K. Dick at the Movies», також високо оцінив монолог, написавши: «Вправний виступ Гауера розриває серце завдяки м'якому відтворенню спогадів, досвіду та пристрастей, які керували коротким життям Бетті».
Журналіст «The Guardian» Майкл Ньютон (англ. Michael Newton) зазначив, що «в одному з найяскравіших моментів фільму Рой і Декард переслідують один одного через темну квартиру, граючи в злісні дитячі ігри в хованки. Поки вони це роблять, подібність між ними стає все сильнішою — обидва мисливці і полюють, обидва відчувають біль, обидва борються з пораненою, схожою на пазурі рукою. Якщо фільм припускає зв'язок, який сам Декард міг би заперечувати на цьому етапі, у самому кінці сумніви відпадають. Життя Роя завершується актом жалю, який підносить його морально над комерційними установами, які хотіли б його вбити. Якщо Декард не може побачити себе в іншому, то Рой зможе. Білий голуб, який неправдоподібним чином злітає з Роя в момент його смерті, можливо, розширює віру своєю символікою; але принаймні для мене фільм заслужив цей момент, припускаючи, що в репліканті, як і в самій відтвореній технології фільму, залишається місце для чогось людського».
Після смерті Гауера в липні 2019 року Лія Шаде (англ. Leah Schade) з Лексингтонської духовної семінарії описала в «Patheos» Бетті як фігуру Христа. Вона коментує образ Бетті, долоню якого пробив цвях, його звертання до Декарда, коли той висить на краю даху:
Тоді, коли Декард звисає на сталевій балці даху після того, як промахнувся, стрибнувши через прірву, з'являється Рой з білим голубом. Він легко перестрибує до Декарда й спостерігає, як його мисливець намагається втриматися. «Жити в страху, чи не так? Ось що означає бути рабом». Потім, коли рука Декарда вислизає, Рой простягає руку й хапає його — своєю пробитою цвяхом рукою. Він піднімає Декарда й кидає його на дах у останній акт милосердя до людини, яка вбила його друзів і збиралася вбити його. У цей момент Рой стає фігурою, схожою на Христа, його рука нагадує руку Ісуса, прибиту до хреста. Розп'яття було спасительним актом. І приголомшлива остання дія Роя — порятунок Декарда, коли той зовсім не заслуговував на порятунок — це потужна сцена благодаті.

### Ворота Тангойзера
Знаходження місця Ворота Тангойзера (також зустрічаються назви «Ворота Тангейзера» чи у ранніх перекладах «Брама Тангаузера») у фільмі не пояснюється. Можливо, це посилання до опери Ріхарда Вагнера — легенди про середньовічного німецького лицаря та поета «Тангойзера». З тих часів цей термін повторно використовувався в інших піджанрах наукової фантастики.
Джоан Тейлор (англ. Joanne Taylor) у статті-рецензії до фільму, у якій обговорює його нуар та його епістемологію, зауважує про зв'язок між оперою Вагнера та посиланням на Бетті та припускає, що Бетті приєднується до Тангойзера Вагнера, персонажа, який втратив благодать перед людьми та Богом. І людина, і Бог, як вона стверджує, є персонажами, доля яких не залежить від них.

## Символізм сцени
У самій сцені є посилання (спасіння свого ворога Ріка Декарда, проткнута цвяхом рука Роя Бетті, розмова під дощем, білий голуб — символ Святого Духу) до образу та слів Ісуса Христа з Євангелія від Матвія 5:43-45: «Ви чули, що сказано: „Люби свого ближнього, і ненавидь свого ворога“. А Я вам кажу: Любіть ворогів своїх, благословляйте тих, хто вас проклинає, творіть добро тим, хто ненавидить вас, і моліться за тих, хто вас переслідує, щоб вам бути синами Отця вашого, що на небі, що наказує сходити сонцю Своєму над злими й над добрими, і дощ посилає на праведних і на неправедних».

## Найбільш відомі посилання
Вплив монологу можна відзначити у багатьох посиланнях, які робили на нього.
- Коли зведений брат Девіда Бові Террі Бернс помер від самогубства у 1985 році, у записці, що була прикріплена до троянд, які Бові (шанувальник фільму «Той, що біжить по лезу»)[21] надіслав на похорони, було написано:

Ви бачили більше речей, ніж ми можемо собі уявити, але всі ці моменти будуть втрачені, як сльози, змиті дощем. Бог благословить вас. — Девід ".
- У фільмі Тоні Скотта «Доміно» 2005 року персонаж Кіри Найтлі має татуювання на потилиці, напис: «Сльози під дощем». Це прояв поваги до його брата — Рідлі Скотта, який був режисером фільму «Той, що біжить по лезу»[24].

- Рутгер Гауер опублікував свою автобіографію у 2007 році, яка називалася «Усі ті моменти: історії героїв, лиходіїв, реплікантів і тих, хто біжить по лезу» (англ. All Those Moments: Stories of Heroes, Villains, Replicants, and Blade Runners), яка своєю назвою посилається на сам фільм загалом, та на фінальний монолог зокрема[25]. Його родина процитувала останні два речення монологу в його некролозі[26].

- Слова з монологу присутні в композиції «We Lived A Lifetime» британського композитора і продюсера Magdelayna[27].